# Гаплогруппа N1b (мтДНК)
Гаплогруппа N1b — гаплогруппа митохондриальной ДНК человека.

## Субклады
- N1b
  - N1b1
    - N1b1a
    - N1b1b

  - N1b2

## Распространение

### Восток
Иран
- гилянцы – 2,7 % (37)
- мазендеранцы – 9,5 % (21)
- персы – 2,4 % (42)

Турция
- турки – 2,0 % (50)

Южная Азия
- пуштуны – 2,3 % (44)

### Кавказ
- CC (грузины, балкарцы, чеченцы) – 6,9 % (58)[1]

Индоевропейские народы
- северные осетины – 1,5 % (138)[2]

Картвельские народы
- мегрелы – 1,3 % (77)[2]
- сваны – 1,09 % (184)[3]

Тюркские народы
- кубанские ногайцы – 0,8 % (131)[2]

## Палеогенетика

### Эпипалеолит
Натуфийская культура
- I1072 | NAT9 ― Raqefet Cave — Далият-эль-Кармель, Хайфский округ — Израиль — 11840-9760 BCE — М — E-Z830 : N1b.[4]

### Средние века
Королевство Польское
- C15 | 773 — Цедыня ― Грыфинский повет, Западно-Поморское воеводство — Польша — 1000–1400 AD — N1b.[5]

Аль-Андалус
- Priego54 — Madinat Baguh — Приего-де-Кордова, Андалусия — Испания — 1100–1300 AD — N1b.[6]

Византия
- Сагалассос ― Бурдур (ил), Средиземноморский регион (Турция) ― 11–13 century AD.[7]
  - SA 2005 AK 15a • SA 2005 AK 38a • SA-08-AK2-30-35 ― Apollo Klarios ― N1b.
  - SA1995 AG260 • SA1998 LA97 • SA1998 LA113 ― Lower Agora ― N1b.

### Новое время
Индия
- R14 — Роопкунд — Чамоли, Гархвал, Уттаракханд — Индия — 18 век — N1b.[8]

Венгрия
- Mummy98 Vác (7/31) — Fehérek temploma — Вац, Пешт (медье) — Венгрия — 19 век — N1b.[9]

## Публикации
2004
- Quintana-Murci L; Chaix R; Wells RS; et al. (Май 2004). Where West Meets East: The Complex mtDNA Landscape of the Southwest and Central Asian Corridor. American Journal of Human Genetics. 74 (5): 827–845. doi:10.1086/383236. PMC 1181978. PMID 15077202.

2006
- Casas MJ; Hagelberg E; Fregel R; Larruga JM; González AM. (Декабрь 2006). Human mitochondrial DNA diversity in an archaeological site in al‐Andalus: Genetic impact of migrations from North Africa in medieval Spain. American Journal of Physical Anthropology. 131 (4): 539–551. doi:10.1002/ajpa.20463. PMID 16685727.

2010
- Литвинов С. С. Изучение генетической структуры народов Западного Кавказа по данным о полиморфизме Y-хромосомы, митохондриальной ДНК и Alu-инсерций. — Уфа, 2010. — 23 с.

2011
- Ottoni C, Ricaut FX, Vanderheyden N, Brucato N, Waelkens M, Decorte R. (Январь 2011). Mitochondrial analysis of a Byzantine population reveals the differential impact of multiple historical events in South Anatolia. European Journal of Human Genetics. 19 (5): 571–576. doi:10.1038/ejhg.2010.230. PMC 3083616. PMID 21224890.{{cite journal}}:  Википедия:Обслуживание CS1 (множественные имена: authors list) (ссылка)
- Guba Z; Hadadi É; Major Á; Furka T; Juhász E; Koós J; Nagy K; Zeke T. (Ноябрь 2011). HVS-I polymorphism screening of ancient human mitochondrial DNA provides evidence for N9a discontinuity and East Asian haplogroups in the Neolithic Hungary. Journal of Human Genetics. 56 (11): 784–796. doi:10.1038/jhg.2011.103. PMID 21918529.

2014
- Juras A; Dabert M; Kushniarevich A; Malmström H; Raghavan M; Kosicki JZ; Metspalu E; Willerslev E; Piontek J. (Октябрь 2014). Ancient DNA Reveals Matrilineal Continuity in Present-Day Poland over the Last Two Millennia. PLOS One. 9 (10): e110839. doi:10.1371/journal.pone.0110839. PMC 4206425. PMID 25337992.{{cite journal}}:  Википедия:Обслуживание CS1 (не помеченный открытым DOI) (ссылка)

2016
- Lazaridis I; Nadel D; Rollefson G; et al. (Июль 2016). Genomic insights into the origin of farming in the ancient Near East. Nature. 536 (7617): 419–424. doi:10.1038/nature19310. PMC 5003663. PMID 27459054.

2017
- Yardumian A; Shengelia R; Chitanava D; et al. (Декабрь 2017). Genetic diversity in Svaneti and its implications for the human settlement of the Highland Caucasus. American Journal of Physical Anthropology. 164 (4): 837–852. doi:10.1002/ajpa.23324. PMID 29076141.

2019
- Harney É; Nayak A; Patterson N; et al. (Август 2019). Ancient DNA from the skeletons of Roopkund Lake reveals Mediterranean migrants in India. Nature Communications. 10 (1). doi:10.1038/s41467-019-11357-9. PMC 6702210. PMID 31431628.